# Philipp Saxer
Johann Philipp Saxer (* 28. April 1800 in Sarmenstorf, Kanton Aargau; † 6. November 1868 in Bad Zurzach) war ein Schweizer römisch-katholischer Geistlicher, Chorherr und Dichter.

## Leben und Werk
Saxer wuchs auf dem Bauernhof «Leidenberg» bei Sursee auf und besuchte die Schulen in Sursee, Oberkirch und im Kloster Muri. Von 1815 bis 1822 studierte er an der Höheren Lehranstalt in Luzern Theologie bei Joseph Widmer, Joseph Anton Salzmann und Alois Gügler. Ein Staatsstipendium ermöglichte es Saxer, in Landshut weiter zu studieren. 1824 schloss er das Studium erfolgreich ab.
Saxer verfasste Gedichte, die anonym in Zeitschriften veröffentlicht wurden. Erst nach seinem Tod wurden sie vom Zurzacher Stiftspropst Johann Huber zusammen mit einer Lebensbeschreibung Saxers herausgegeben.
Nachdem Saxer in Aarau eine Wahlfähigkeitsprüfung bestanden hatte, wurde er 1825 als Lehrer für Deutsch, Arithmetik, Geographie, Geschichte, Zeichnen und Naturkunde an die Sekundarschule Laufenburg gewählt. Neben dieser Tätigkeit war Saxer Mitglied des Bezirksschulrates und Gehilfe des Stadtpfarrers.
Als Saxer wegen seiner chronischen Brustfellentzündung aus dem Schuldienst austreten musste, kehrte er für einige Zeit auf den elterlichen Hof zurück. 1836 konnte Saxer die Manualkaplanei Künten-Sulz übernehmen und wurde drei Jahre später von der aargauischen Regierung zum Pfarrer von Wislikofen gewählt. 1856 wurde Saxer vom Chorherrenstift Zurzach zum Pfarrer von Würenlingen und im gleichen Jahr zum Dekan des Kapitels Regensberg gewählt. Im März 1868 wurde er zum Chorherrn in Zurzach ernannt, doch im November 1868 erlag er im Alter von 68 Jahren seiner Erkrankung.